# ステイン・デヴォルデル
ステイン・デヴォルデル（Stijn Devolder、1979年8月29日 - ）は、ベルギーのウェスト＝フランデレン州、コルトレイク出身の自転車競技選手。

## 経歴
1996年、1997年にロンド・ファン・フラーンデレンのジュニア部門を連覇。
マペイのアマチュアチームに所属していた2001年にツール・ド・リエージュ総合優勝を飾る。
2002年にフラーンデレン＝T・インテリムとプロ契約。
2003年
- E3・ハレルベーク 3位

2004年にUSポスタルサービス（後のディスカバリーチャンネルに移籍。
- ダンケルク4日間レース 区間1勝(第4)

2005年
- デ・パンネ3日間総合優勝。
- ブエルタ・ア・エスパーニャ総合24位。

2006年
- デ・パンネ3日間 総合8位
- ツール・ド・ベルギー 区間1勝(第3a)
- ドイツ・ツアー 総合8位
- ブエルタ・ア・エスパーニャ総合11位。
- ジャパンカップ 4位

2007年
- デ・パンネ3日間 区間1勝(第4)
- ツール・ド・スイス総合3位。
- 国内選手権・個人ロードレース優勝。
- オーストリア一周 区間1勝(第7)・総合優勝。
- ブエルタ・ア・エスパーニャでは、第8ステージでマイヨ・オロ（総合首位）を獲得したが、第19ステージで棄権した。

2008年、ディスカバリーチャンネルの解散につき、クイックステップに移籍。
- ヴォルタ・アン・アルガルヴェ 区間1勝(第4)・総合優勝
- ロンド・ファン・フラーンデレン制覇。
- パリ〜ルーベ 7位
- ツール・ド・ベルギー 区間1勝(第4)・総合優勝。
- ベルギー選手権 タイムトライアル 優勝
- エネコ・ツアー 総合4位

2009年
- ドワルス・ドール・フラーンデレン 5位
- ロンド・ファン・フラーンデレン連覇達成。

2010年
- ツール・ド・ベルギー総合優勝。
- 国内選手権・個人ロードレース及び個人タイムトライアル優勝。

2011年、ヴァカンソレイユ・DCMに移籍。
2012年
- デ・パンネ3日間 総合8位

2013年、レディオシャック・レオパード・トレックに移籍。
- ブラバントス・パイル 8位
- ベルギー選手権 ロードレース 優勝